# Шиміан (комуна, Біхор)
Шиміан (рум. Șimian) — комуна у повіті Біхор в Румунії. До складу комуни входять такі села (дані про населення за 2002 рік):
- Войвозь (481 особа)
- Шиліндру (995 осіб)
- Шиміан (2569 осіб) — адміністративний центр комуни

Комуна розташована на відстані 459 км на північний захід від Бухареста, 47 км на північ від Ораді, 138 км на північний захід від Клуж-Напоки.

## Населення
За даними перепису населення 2002 року у комуні проживали 4045 осіб.
Національний склад населення комуни:
| Національність | Кількість осіб | Відсоток |
| -------------- | -------------- | -------- |
| угорці         | 2730           | 67,5%    |
| румуни         | 910            | 22,5%    |
| цигани         | 380            | 9,4%     |
| українці       | 13             | 0,3%     |
| німці          | 12             | 0,3%     |

Рідною мовою назвали:
| Мова       | Кількість осіб | Відсоток |
| ---------- | -------------- | -------- |
| угорська   | 3145           | 77,8%    |
| румунська  | 886            | 21,9%    |
| українська | 9              | 0,2%     |
| циганська  | 2              | < 0,1%   |
| російська  | 2              | < 0,1%   |
| словацька  | 1              | < 0,1%   |

Склад населення комуни за віросповіданням:
| Релігія            | Кількість осіб | Відсоток |
| ------------------ | -------------- | -------- |
| реформати          | 1605           | 39,7%    |
| римо-католики      | 1115           | 27,6%    |
| православні        | 685            | 16,9%    |
| греко-католики     | 566            | 14,0%    |
| п'ятдесятники      | 44             | 1,1%     |
| баптисти           | 17             | 0,4%     |
| адвентисти         | 4              | 0,1%     |
| старообрядці       | 3              | 0,1%     |
| не вказали релігію | 1              | < 0,1%   |

## Зовнішні посилання
- Дані про комуну Шиміан на сайті Ghidul Primăriilor [Архівовано 30 січня 2012 у Wayback Machine.]